# Associazione italiana per la formazione manageriale
L'Associazione italiana per la formazione manageriale, in acronimo ASFOR, è un organismo nato nel 1971 con l'obiettivo di favorire il processo di diffusione della cultura di impresa e il miglioramento continuo della formazione manageriale in Italia.
I firmatari dell’atto costitutivo di Asfor furono:
- Pietro Gennaro, consigliere di amministratore dell’Istud, Istituto Studi Direzionali (Varese);
- Giorgio Pagliarani, vice direttore del Cuoa, Consorzio Universitario per gli Studi di Organizzazione Aziendale (Padova);
- Gabriele Morello, direttore dell’Isida, Istituto Superiore per gli Imprenditori e Dirigenti di Azienda (Palermo);
- Antonio Cuciniello, dirigente dell’Ifap, Istituto per la Formazione e l’Addestramento Professionale (Roma);
- Sergio Zoppi, procuratore del Formez, Centro di Formazione e Studi per il Mezzogiorno (Roma);
- Federico Maria Ferrer Pacces, presidente della Funiiver, Fondazione Industria Università (Torino).

Attualmente conta più di 60 associati, di cui vengono certificati, tramite opportuni processi di accreditamento, i corsi di formazione, con particolare riguardo ai corsi MBA, master in business administration.

## Soci ordinari
- ABIFORMAZIONE – DIVISIONE ABISERVIZI SPA
- ACADEMIA KOHLER
- ACADEMY - SCUOLA DI FORMAZIONE DEL GRUPPO REALE MUTUA
- ACSI - Associazione Per La Cultura E Lo Sviluppo Industriale
- ADECCO FORMAZIONE SRL
- AFORISMA SCHOOL OF MANAGEMENT
- AMICUCCI FORMAZIONE SRL
- ANGELINI ACADEMY
- ASSICURAZIONI GENERALI SPA - GENERALI ACADEMY ITALIA
- BOLOGNA BUSINESS SCHOOL
- BUSINESS SCHOOL24 SPA
- CFMT - CENTRO DI FORMAZIONE E MANAGEMENT DEL TERZIARIO
- CIS - SCUOLA PER LA GESTIONE D'IMPRESA
- CONSORZIO UNIVERSITARIO IN INGEGNERIA PER LA QUALITA' E L'INNOVAZIONE - QuInn
- COTTINO SOCIAL IMPACT CAMPUS SRL
- CREDIT AGRICOLE ITALIA SPA
- DIGIT ED S.P.A.
- Dipartimento Di Management E Diritto - Università Degli Studi Di Roma Tor Vergata
- ECOLE - ENTI CONFINDUSTRIALI LOMBARDI PER L’EDUCATION SCARL
- EDISON S.P.A. - DIREZIONE PERSONALE E ORGANIZZAZIONE
- Emmi Dessert Italia
- ENAV SPA - ACADEMY
- ENI CORPORATE UNIVERSITY SPA
- ESCP BUSINESS SCHOOL
- EY S.P.A.
- FONDAZIONE ACCADEMIA DI COMUNICAZIONE
- FONDAZIONE CUOA
- FONDAZIONE POLIAMBULANZA - ISTITUTO OSPEDALIERO
- FONDAZIONE STUDI CONSULENTI DEL LAVORO - SCUOLA ALTA FORMAZIONE
- FORM RETAIL - CONSULENZA E FORMAZIONE
- FORMEZ PA - Centro Servizi, Assistenza, Studi E Formazione Per L'ammodernamento Delle P.A.
- GEICO SPA
- GEMA BUSINESS SCHOOL
- HERA SPA - HERACADEMY
- ICE - AGENZIA PER LA PROMOZIONE ALL'ESTERO E L'INTERNAZIONALIZZAZIONE DELLE IMPRESE ITALIANE
- ILLYCAFFÈ SPA
- INPS – DIREZIONE CENTRALE FORMAZIONE E SVILUPPO RISORSE UMANE
- InvestiRE SGR - Academy Anna Pasquali Master Class
- IPE BUSINESS SCHOOL
- ISMO SRL
- ISTAO - ISTITUTO ADRIANO OLIVETTI DI STUDI PER LA GESTIONE DELL'ECONOMIA E DELLE AZIENDE
- ISTUD
- KIREY SRL
- LUISS BUSINESS SCHOOL SPA
- LUMSA Master School - Libera Università Maria Ss. Assunta
- MASTER IN MARKETING, DIGITAL COMMUNICATION, SALES MANAGEMENT DI PUBLITALIA ‘80
- MIB TRIESTE SCHOOL OF MANAGEMENT
- MiSoM - Milano School Of Management
- NINJA BUSINESS SCHOOL
- NIUKO INNOVATION & KNOWLEDGE SRL
- NUOVA DIDACTICA SCARL
- POLIMI GRADUATE SCHOOL OF MANAGEMENT
- POSTE ITALIANE SPA - CORPORATE UNIVERSITY
- SAA SCHOOL OF MANAGEMENT
- SCHOOL OF MANAGEMENT - UNIVERSITÀ LUM
- SDA BOCCONI SCHOOL OF MANAGEMENT
- SKY ITALIA SRL - DIREZIONE RISORSE UMANE
- SMEA – ALTA SCUOLA DI MANAGEMENT ED ECONOMIA AGRO-ALIMENTARE - UNIVERSITA’ CATTOLICA DEL S. CUORE
- SPEGEA SCARL - BUSINESS SCHOOL
- STOÀ SCPA – ISTITUTO DI STUDI PER LA DIREZIONE E GESTIONE DI IMPRESA
- SUMMIT SRL
- UNIPOLSAI ASSICURAZIONI SPA - UNICA (UNIPOL CORPORATE ACADEMY)
- UNIVERSITÀ CATTOLICA DEL SACRO CUORE - ALTE SCUOLE
- VERTIV SRL